# José Joaquín Queipo de Llano y Quiñones Pimentel
José Joaquín Queipo de Llano y Quiñones Pimentel, V Comte de Toreno (Cangas del Narcea, 12 de gener de 1728 - 25 d'agost de 1792) fou un poeta, historiador i naturalista asturià.
Se'l considera el primer autor interessat en investigar els recursos geològics. Se'n conserven discursos del 1781 i 1783 on explica els jaciments de minerals que ha descobert. Va promoure la Reial Societat Econòmica d'Amics del País d'Astúries i membre de la Reial Acadèmia de la Història. Es relaciona amb els comtes de Campomanes i de Floridablanca, així com amb Jovellanos.